# Епархия Пуци
 Епархия Пуци  (лат. Dioecesis Puchivana) — епархия Римско-Католической церкви с центром в городе Чиби, Китай. Епархия Пуци входит в митрополию Уханя.

## История
12 декабря 1923 года Римский папа Пий XI издал бреве «Quo christiani», которым учредил апостольскую префектуру Пуци, выделив её из апостольского викариата Восточного Хубэя (сегодня — Архиепархия Уханя).
10 мая 1951 года Римский папа Пий XII издал буллу «Qui universum», которой преобразовал апостольскую префектуру Пуци в епархию.

## Ординарии епархии
- епископ Odorico Tc’eng (Cheng He-de) (21.03.1924 — 1928)
- епископ Giuseppe Marie Chang (Zhang Jing-xiu) (16.04.1929 — 1941)
- епископ Joseph Li Tao-nan (Li Dao-nan) (23.02.1949 — 1973)
  - Sede vacante (с 1973 года — по настоящее время)

## Источник
- Annuario Pontificio, Libreria Editrice Vaticana, Città del Vaticano, 2003, ISBN 88-209-7422-3
- Бреве Quo christiani, AAS 16 (1924), стр. 35  (лат.)
- Булла Qui universum, AAS 45 (1953), стр. 163  (лат.)